# Laserionisation bei Atmosphärendruck
Die Laserionisation bei Atmosphärendruck (englisch atmospheric pressure laser ionization, APLI) ist eine Atmosphärendruck-Ionisationsmethode in der Massenspektrometrie (MS), bei der Moleküle durch resonanzverstärkte Mehrphotonenionisation (REMPI) in Ionen überführt werden. Dabei werden Laser als Lichtquelle eingesetzt.

## Prinzip

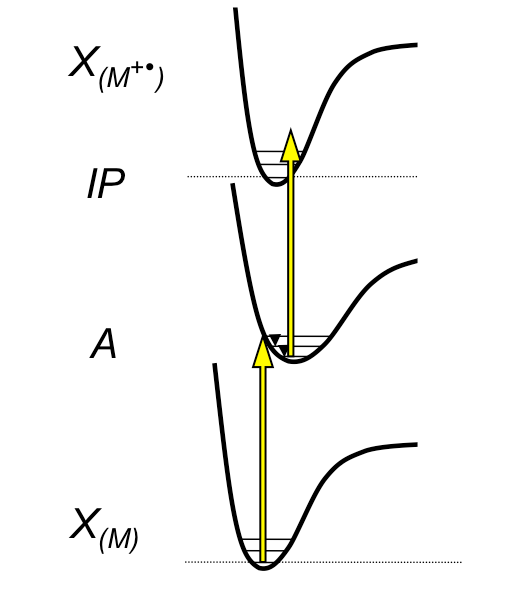
APLI Ionisationsmechanismus: Ein Molekül M im elektronischen Grundzustand X wird durch Absorption eines Photons in einen angeregten elektronischen Zustand A gebracht und relaxiert. Durch Absorption eines zweiten Photons wird ein Elektron entfernt und das Ionisationspotential (IP) überschritten, ein Radikalkation entsteht

Durch die Absorption von Photonen können Elektronen in den Atomen oder Molekülen einer Probe so weit angeregt werden, dass sie das Atom bzw. Molekül verlassen und so die mit elektromagnetischer Strahlung bestrahlte Probe ionisiert wird. Bei gasförmigen Proben nennt man diesen Prozess Photoionisation. Dabei muss die Energie der absorbierten Photonen mindestens dem Ionisationspotential des Atoms bzw. Moleküls entsprechen.
Im einfachsten Fall genügt ein einzelnes Photon um die Ionisationsenergie aufzubringen; dieses Prinzip macht sich die Atmosphärendruck-Photoionisation (englisch atmospheric pressure photo ionization, APPI) zu Nutze. Wird Licht mit genügend großer Leistungsdichte eingestrahlt, kann es hingegen zu nichtlinearen Absorptionsprozessen kommen, bei denen mehrere Photonen in schneller Folge sequenziell absorbiert werden und gemeinsam die Ionisationsenergie aufbringen. In diesem Falle spricht man von einer Mehrphotonenionisation (englisch multiphoton ionization, MPI).
Die Atmosphärendruck-Laserionisation ist eine Photoionisationsmethode, welche Laserlichtquellen nutzt, deren Leistungsdichte ausreicht um Mehrphotonenionisation über einen stabilen, quantenmechanischen Zwischenzustand des Moleküls bzw. Atoms zu ermöglichen. Die Leistungsdichte muss dabei so groß sein, dass in der Lebensdauer des angeregten Zwischenzustandes (typischerweise wenige Nanosekunden) ein zweites Photon absorbiert werden kann. Analog zur Einphotonenionisation entsteht ein Radikalkation:
{\displaystyle \mathrm {M{\xrightarrow[{}]{h\nu \ (5\ {\text{eV}})}}M^{*}{\xrightarrow[{}]{h\nu \ (5\ {\text{eV}})}}M^{+\cdot }+e^{-}} }
Dieser Prozess wird resonanzverstärkte Mehrphotonenionisation (englisch resonance enhanced multiphoton ionization, REMPI) genannt. Bei APLI werden zwei Photonen der gleichen Wellenlänge absorbiert, in diesem Fall spricht man auch von „1+1 REMPI“.
Da das Ionisationspotential der meisten organischen Moleküle, welche als Analyt für eine solche Photoionisationsmethode in Frage kommen, kleiner als 10 eV ist, verwendet man bei APLI eine Photonenenergie von etwa 5 eV, was einer Wellenlänge von rund 250 nm entspricht. Diese liegt im ultravioletten (UV) Bereich des elektromagnetischen Spektrums.
Typische für APLI verwendete Lasersysteme sind KrF-Excimerlaser (λ = 248 nm) und frequenzvervierfachte Nd:YAG-Laser(λ = 266 nm).

## Eigenschaften
APLI hat durch die Ionisation durch UV-Laserlicht einige besondere Eigenschaften:

### Einfache Koppelbarkeit
APLI lässt sich relativ leicht mit bestehenden Atmosphärendruck-Ionenquellen koppeln, da lediglich das ionisierende Laserlicht in die bestehende AP-Quelle eingebracht werden muss, was durch Quarz-Fenster leicht zu realisieren ist.

### Selektivität

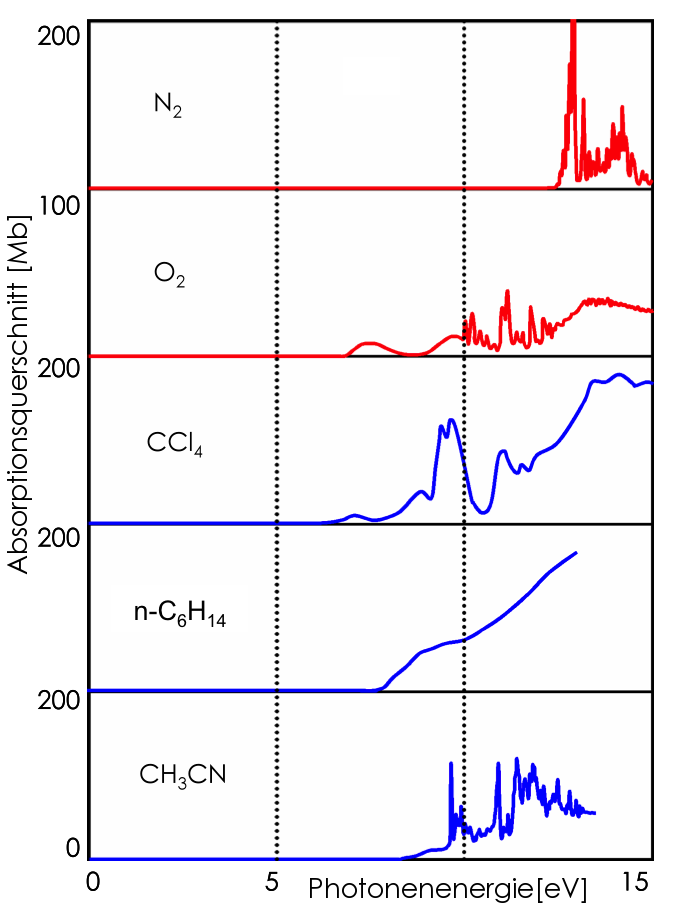
Absorptionsquerschnitte von Stickstoff, Sauerstoff und einigen üblichen LC-Lösungsmitteln bei den Ionisationsenergien von APPI (10 eV) und APLI (5 eV). Deutlich sichtbar ist die relativ starke Absorption des APPI-Lichts durch Komponenten in der Ionenquelle (Sauerstoff und Lösungsmitteldampf)

Um direkt durch 1+1-REMPI mit UV-Laserlicht ionisiert werden zu können, muss ein Molekül einen passenden, ausreichend stabilen, elektronischen Zwischenzustand aufweisen und die beiden elektronischen Übergänge des 1+1-REMPI-Prozesses müssen quantenmechanisch erlaubt sein. APLI ist daher eine selektive Ionisationsmethode.
Insbesondere mehrkernige aromatische Moleküle erfüllen die spektroskopischen Bedingungen, so dass APLI eine ideale Ionisationsmethode für den Nachweis von Polycyclischen aromatischen Kohlenwasserstoffen (PAK) ist.
Die Selektivität ist allerdings auch ein Nachteil, wenn die direkte Ionisation des Analyten mit APLI nicht möglich ist. In diesem Fall kann teilweise der Analyt durch chemische Kopplung mit einem Label-Molekül für APLI zugänglich gemacht werden. Steht eine solche Derivatisierungsreaktion zur Verfügung, kann die Selektivität auf weitere Molekülklassen ausgeweitet werden.

### Hohe Empfindlichkeit
Im Vergleich zur Einphotonen-Ionisation (APPI) mit Vakuum-Ultraviolett-Strahlung (λ = 128 nm) weist APLI insbesondere bei der Kopplung mit Flüssigkeitschromatographie (LC-MS) eine deutlich größere Empfindlichkeit auf. Der Grund dafür liegt einerseits in der Selektivität von APLI. Andererseits dringt das VUV-Licht in diesem Fall kaum in eine AP-Ionenquelle ein, da die typischen Lösungsmittel die in der Flüssigkeitschromatographie eingesetzt werden und bei LC-MS als Dampf in der Ionenquelle vorliegen, dieses stark absorbieren. Das von APLI verwendete UV-Licht wird hingegen kaum von Lösungsmitteln absorbiert und es können im gesamten Volumen Ionen erzeugt werden.

### Unabhängigkeit der Ionenerzeugung von elektrischen Feldern
Im Gegensatz zu anderen Ionisationsmethoden (z. B. Elektrospray-Ionisation (ESI), Chemische Ionisation bei Atmosphärendruck (APCI)) erlaubt APLI die Erzeugung von Ionen unabhängig von elektrischen Feldern, da Ionen nur im Laserstrahl gebildet werden können. Dies erlaubt einige spezielle Verfahren, wie beispielsweise die Aufnahme eines Ionensignals in Abhängigkeit vom Ionisationsort, was in der Entwicklung von Ionenquellen Anwendung findet.